# Bátya
Bátya är en ort i Ungern.   Den ligger i provinsen Bács-Kiskun, i den centrala delen av landet, 110 km söder om huvudstaden Budapest. Bátya ligger 91 meter över havet och antalet invånare är 2 190.
Terrängen runt Bátya är mycket platt. Runt Bátya är det ganska glesbefolkat, med 42 invånare per kvadratkilometer. Närmaste större samhälle är Kalocsa, 4,9 km nordost om Bátya. Trakten runt Bátya består till största delen av jordbruksmark.